# Cooking Channel
Cooking Channel es un canal de televisión por suscripción estadounidense. La red, es un joint venture entre Warner Bros. Discovery y Tribune Media, es un spin-off (en esencia) de Food Network, canal dedicado a la cocina y comida. Este canal sustituyó a Fine Living Network a partir del 31 de mayo de 2010.[cita requerida]

## Programación
Muchas de las estrellas más importantes del Food Network - Emeril Lagasse, Rachael Ray y Bobby Flay - tendrá nuevos programas en el canal. Lagasse nuevo espectáculo, llamado Frescas Emeril's Fast Food, será mostrar a los televidentes cómo los alimentos frescos se pueden preparar en una cantidad mínima de tiempo sin sacrificar el sabor. Nuevo programa Flay Brunch @ Bobby's se centrará en el brunch de fin de semana, y mostrar de Ray Semana En un Día será mostrar a los televidentes cómo planificar el menú para una semana cocinando a todos en un solo día. Otros nuevos espectáculos vendrán de cocina en Canadá y Gran Bretaña, tales como Food Network Canadá acogida David Rocco, quien será anfitrión de la auto-titulado Vita David Rocco Dolche y Irlandeses chef Rachel Allen con su propia eponysmously-titulado programa. El canal también llevará a mostrar la nueva después de The Next Food Network Star. 
Cuales se transmiten en repeticiones vendrá de cocineros en Canadá y Gran Bretaña, como Food Network Canadá acogida David Rocco, que será sede de la auto-titulado Dolce Vita de David Rocco e Irlandeses chef Rachel Allen con Rachel Allen: Hornee!. Los espectáculos que quedan son repeticiones de: Chuck's Day Off, Chino Alimentación hizo fácil, Todos los días Exóticos, Francés Comida En Casa, Bebe, Food(ography), Jammers Alimentos, Diosa Spice, Alimentación Indian Made Easy, Cook Al igual que un Chef de Hierro, Caribe Alimentos Hecho Fácil, Food Crafters, Come Únicos, Nigella Express, Alimentos de Bill, Iron Chef (versión en japonés), Julia Child,  El Gourmet Galopante, Dos Señoras Gordas, y Tyler's Ultimate.